# Rafael Araújo (cantor)
Rafael Araújo (Niterói, 12 de abril de 1985) é um cantor e compositor brasileiro de música cristã contemporânea, ex-integrante do Ministério de Adoração da Graça.[carece de fontes?]
Fez parte do Ministério de Adoração da Graça durante toda a duração do grupo, lançando em 2006 Senhor, Cuida de Mim. Nos discos, Rafael foi um dos vocalistas. A banda chegou ao fim em meados de 2009 e, com composições autorais, o artista assinou com a Graça Music para o seu primeiro trabalho autoral.
Iniciou sua carreira solo em 2010, gravando o álbum Teus Planos, produzido por Emerson Pinheiro e com a participação de Heloisa Rosa. O repertório foi escrito totalmente pelo cantor e contou com a música "O Cordeiro", que também foi produzida em videoclipe e regravada por Chris Durán em 2016.
Por anos, o músico foi ligado à Igreja Internacional da Graça de Deus. Desde 2011 não faz parte da instituição, e fez parte do corpo de pastores da Comunidade Restaurar em Bauru. Com essas mudanças, em 2014, lançou seu segundo trabalho, chamado Saí do Poço.
Atualmente Rafael Araujo é Pastor e Líder do Ministério de  louvor da Igreja Batista da Lagoinha Sede em Belo Horizonte (MG)

## Discografia
Solo
- 2010: Teus Planos
- 2014: Saí do Poço

Com o Min. de Adoração da Graça
- 2006: Senhor, Cuida de Mim
- 2006: Senhor, Cuida de Mim (DVD)
- 2007: Ministério de Adoração Rock
- 2009: Se Cumprirá

Participações
- 2011: Minhas Canções na Voz dos Melhores - Volume 4 (em "Puro Amor")
- 2011: Românticos (em "Verdadeiro Amor")